# Спектр (издание)
Интернет-издание «Спектр» (Spektr.press) — русскоязычный новостной онлайн-журнал, базирующийся в Риге. Основан в 2014 году Антоном Лысенковым, бывшим журналистом известного русскоязычного веб-сайта Lenta.ru. Первоначально запущен как приложение к латвийскому изданию Delfi, но сейчас является независимым изданием. 
Дмитрий Дурнев из «Спектра» был награждён журналистской премией «Редколлегия» в 2020, 2021 годах и два раза в 2022 году.
По словам Лысенкова, сайт поддерживается балтийским новостным сайтом Delfi.
По данным Journalismfund Europe, «материалы проекта представлены в нескольких форматах: профессиональная экспертиза, репортаж и интервью в текстовом и видео- форматах».
Среди обозревателей «Спектра»: Валерий Панюшкин, Людмила Петрановская, Галина Тимченко и другие.
В 2021 году Роскомнадзор закрыл доступ к сайту издания «Спектр» в России «из-за информации, содержащей призывы к участию в массовых мероприятиях, проводимых с нарушением установленного порядка», якобы из-за призывов к участию в акции в поддержку Алексея Навального.